# 明鎬
明镐（989年—1048年8月9日），字化基，密州安丘（今山东省安丘市）人。
真宗大中祥符五年（1010年）丙辰进士第二名，补蕲州防御推官。乾興元年（1022年）真宗崩時，上《真颂》四十六篇，改大理寺丞。薛奎在秦州時，聘其为节度判官。知同州时，边境多不学无术的富贵子弟，募集健卒三百人，教以强弩，號稱清邊軍。後任陝西轉運使，推廣清邊軍經驗于陝西、河東。慶曆七年（1047年）十二月，為河北體量安撫使，鎮壓貝州（今河北清河西北）宣毅卒王則兵變，久不能下，慶曆八年元月，以文彥博為河北宣撫使，明鎬為副使，令在南城挖掘地道，生俘王则，因功升参知政事。隔年卒。谥文烈。

## 延伸阅读
[在维基数据编辑]
 《宋史·卷292》，出自脱脱《宋史》